# Lars-Broder Keil
Lars-Broder Keil (* 1963 in Bad Dürrenberg) ist ein deutscher Journalist und Buchautor.

## Werdegang
Lars-Broder Keil studierte Journalistik in Leipzig. Seit 1989 schrieb er u. a. für die Freie Welt, Die Zeit und die Welt am Sonntag. 1991/92 war er Mitarbeiter der Akademie der Wissenschaften Berlin-Brandenburg. Von 1992 bis 1998 arbeitete Keil als freier Autor. Seit 1999 ist er Redakteur im Ressort Politik der Berliner Morgenpost mit Schwerpunkt Zeitgeschichte und Sozialpolitik, seit 2001 Redakteur im Ressort Innenpolitik der Welt, hier mit Schwerpunkt Zeitgeschichte und innere Sicherheit. Sowohl bei der Berliner Morgenpost als auch bei der Welt ist er Initiator und Redakteur von zeithistorischen Serien und Beilagen, zum Beispiel zu 50 Jahren Bundesrepublik und DDR, Mauerfall und zum Volksaufstand am 17. Juni 1953. Seit 2013 ist er Koordinator im Printteam der Welt-Gruppe und zuständig für die politische Berichterstattung sowie die Kooperation mit welt online. Seit Juli 2019 ist er Leiter des Unternehmensarchivs der Axel Springer SE. Seit Jahren beschäftigt sich Keil auch außerhalb der redaktionellen Arbeit intensiv mit zeitgeschichtlichen und literaturhistorischen Themen: als Buchautor und Veranstaltungsmoderator sowie als Mitglied im Kulturhistorischen Verein Friedrichshagen e. V.

## Schriften
- mit Sven Felix Kellerhoff: Zielscheibe Axel Springer. Bombenattentat auf den Hamburger Verlag 1972. Mittler Verlag, Hamburg 2022, ISBN 978-3-8132-1114-6.
- mit Axel Sven Springer: „Das besondere Bild. Werk und Leben des Fotografen Sven Simon“. Edition Braus, Berlin 2021, ISBN 978-3-86228-220-3.
- mit Sven Felix Kellerhoff: "Ich gehöre hierhin". Remigration und Reeducation. Der Publizist Ernst Cramer. Allitera Verlag, München 2020, ISBN 978-3-96233-210-5.
- mit Sven Felix Kellerhoff: Lob der Revolution. Die Geburt der deutschen Demokratie. wbg Theiss, Darmstadt 2018, ISBN 978-3-8062-3805-1.
- mit Sven Felix Kellerhoff: Fake News machen Geschichte. Gerüchte und Falschmeldungen im 20. und 21. Jahrhundert. Ch. Links Verlag, Berlin 2017, ISBN 978-3-86153-961-2.
- mit Sven Felix Kellerhoff: Der Mauerfall. Ein Volk nimmt sich die Freiheit. Edition Lingenstiftung, Köln 2014, ISBN 978-3-942453-87-5.
- mit Antje Vollmer: Stauffenbergs Gefährten. Das Schicksal der unbekannten Verschwörer. Hanser Berlin, München 2013, ISBN 978-3446241565.
- mit Sven Felix Kellerhoff, Thomas Schmid: Mord an der Mauer: Der Fall Peter Fechter. Quadriga, Köln 2012, ISBN 978-3-86995-042-6.
- mit Sven Felix Kellerhoff: Gerüchte machen Geschichte. Folgenreiche Falschmeldungen im 20. Jahrhundert. Ch. Links Verlag, Berlin 2006; ISBN 978-3-86153-386-3.
- Hans-Ulrich von Oertzen. Offizier und Widerstandskämpfer. Ein Lebensbild in Briefen und Erinnerung. Lukas-Verlag, Berlin 2005, ISBN 3-936872-49-X.
- mit Sven Felix Kellerhoff: Deutsche Legenden. Vom 'Dolchstoß' und anderen Mythen der Geschichte. Ch.Links Verlag, Berlin 2002, ISBN 3-86153-257-3.

Herausgeber
- Heinrich Hart: Mongolenhorden im Zoologischen Garten: Berliner Briefe. Aufbau-Taschenbuch-Verlag, Berlin 2005, ISBN 3-7466-2084-8.

Aufsätze
- "Bald wird das freie Wort in Deutschland wieder gelten.": Axel Springer und sein Start in Hamburg 1945/46 in Befreite und Befreier? Kriegsende in Hamburg 1945, Hrsg. Helmut Stubbe da Luz, Hamburg 2025, S. 197–218, ISBN 978-3-86818-218-7
- Die ganze Tragik dieser Stadt. Axel Springer lässt keine Gelegenheit aus, um das SED-Regime zu demaskieren und DDR-Bürgern zu helfen. In: „Berlin ist das Herz Europas, ich kenne kein anderes“. Axel Springer und seine Stadt, dazu: Idee, Konzeption und Redaktion des Buches, hrsg. von Mathias Döpfner. Edition Braus, Berlin 2015, ISBN 978-3-86228-135-0.
- Es muss demokratisch aussehen. Von der Sowjetischen Besatzungszone zur DDR. In: 1945. Niederlage und Neubeginn, hrsg. von Ernst Piper; Edition Lingenstiftung, Köln 2015, ISBN 978-3-945136-20-1.
- Gottesanbeter und Kleiststiftungsmakler. Wie Detlev von Liliencron für Heinrich von Kleist schwärmt und Richard Dehmel in seinem Namen Preise verteilt. Und: Ich schäme mich, dass ich den halben Kleistpreis bekam. Wie die Schriftstellerin Else Lasker-Schüler jahrelang um die begehrte Auszeichnung bettelte. Zur Rezeption Heinrich von Kleists durch die Friedrichshagener um 1900. Begleitheft zur Ausstellung. In: Mitteilungen des Kulturhistorischen Vereins Friedrichshagen e. V., Heft 19, Berlin 2011.
- Fiktionen im Geschichtsbewusstsein. Wie Legenden und Mythen das Bild von vergangenen Wirklichkeiten beeinflussen können. In: Geschichte und Öffentlichkeit. Orte-Medien-Institutionen, hrsg. von Sabine Horn und Michael Sauer. Vandenhoeck & Ruprecht, Göttingen 2009, ISBN 978-3-8252-3181-1.
- Heinrich und Julius Hart. In: Westfälische Lebensbilder, Veröffentlichung der Historischen Kommission für Westfalen, Band 18, hrsg. von Friedrich Gerhard Hohmann. Aschendorff Verlag, Münster 2009, ISBN 978-3-402-15111-2.
- Das Risiko, eine eigene Meinung zu haben. Zur Relegation von Schülern der EOS „Carl von Ossietzky“ im Herbst 1988. In: Deutschland Archiv. Zeitschrift für das vereinte Deutschland, Heft 4/2008, Berlin 2008, ISSN 0012-1428 62539.
- Irgendetwas ist schief. Jürgen Kuczynski, Kurt Hager und der US-Geheimdienst 1944/45. In: Deutschland Archiv. Zeitschrift für das vereinte Deutschland Heft 6/2007, Berlin 2007, ISSN 0012-1428 62539.
- Die vergoldeten Klinken von Spergau. In: Das ganze Deutschland. Reportagen zur Einheit, hrsg. von Rainer Eppelmann, Markus Meckel, Robert Grünbaum. Aufbau Taschenbuch, Berlin 2005, ISBN 3-7466-7050-0.
- Lieb Friedrichshagen, magst ruhig sein. Ein Berliner Vorort als Hauptstadt der Anarchisten. In:  Festschrift 250 Jahre Friedrichshagen 1753–2003, hrsg. vom Kulturhistorischen Verein und dem Bürgerverein Friedrichshagen, Berlin 2003, ISBN 3-9806805-7-6.
- Jetzt Taut’s. Bruno Taut (1880-1938). Der Architekt der Deutschen Gartenstadt-Gesellschaft. Reform des Bauens ist Reform des Lebens. Von der Neuen Gemeinschaft – Berlins erster Land-Kommune – zur Deutschen Gartenstadtgesellschaft 1902 bis 1937. Das Begleitheft zur Ausstellung anlässlich des 100. Gründungsjubiläums der Deutschen Gartenstadtgesellschaft. In: Hinter der Weltstadt. Mitteilungen des Kulturhistorischen Vereins Friedrichshagen e. V., Heft 11, Berlin 2002
- Der Physiker Thomas Elsässer. In: Faszination Forschung. Reportagen und Porträts aus dem Forschungsverbund Berlin, Berlin 1998.
- Paul Scheerbart – Weisheit und Bier fließen in Strömen. Weder Narren noch Heilige. Die Bohemeszene in Friedrichshagen um 1900. Das Heft zur Ausstellung. In: Hinter der Weltstadt. Mitteilungen des Kulturhistorischen Vereins Friedrichshagen e. V., Heft 4, Berlin 1998.
- Westlich von Warschau. Berlin-Kaulsdorf (mit Dieter Winkler). In: Berlin zu Fuß. 18 Stadtteilspaziergänge durch Geschichte und Gegenwart, hrsg. von Ingeborg Dittmann, Detlef Kuhlbrodt. VSA Verlag, Hamburg 1992, ISBN 3-87975-618-X.
- Endlich wieder Richtung Osten. Ansprüche der IG Farbenindustrie in Liquidation auf stattliche Ländereien im Raum Merseburg und anderswo. In: Die Stadt als Gabentisch. Beobachtungen von Manhattan bis Berlin-Marzahn, hrsg. von Hans G Helms. Reclam-Verlag, Leipzig 1992, ISBN 3-379-00732-3.

AuszeichnungenPreis der Friedrich und Isabel Vogel-Stiftung im Stifterverband für die Deutsche Wissenschaft e. V., 1992